# Michael Brecker
Michael Brecker (Filadélfia, 29 de Março de 1949 — 13 de Janeiro de 2007) foi um saxofonista de jazz da era pós-Coltrane. Ganhou onze Grammys como músico e compositor, e postumamente ainda recebeu o prêmio mais quatro vezes, totalizando quinze Grammy Awards na carreira.

## Biografia
Nascido na Filadélfia, Pensilvânia e criado em Cheltenham Township, um subúrbio local, Michael Brecker foi exposto ao jazz em tenra idade por seu pai, um pianista amador de jazz. Pertencente a uma geração de músicos que viu jazz rock não como um inimigo, mas como uma opção musical viável, Brecker começou a estudar clarinete e saxofone alto. Em seguida mudou-se para a escola, onde escolheu o saxofone tenor como seu principal instrumento. Ele se graduou na Cheltenham High School em 1967 e depois de um ano na Indiana University. Michael Brecker mudou-se para Nova York em 1970, onde esculpiu um nicho para si próprio como um dinâmico e excitante jazz solista. Ele estreou aos 21 anos como membro da banda de jazz/rock Dreams-a banda essa que incluía o seu irmão mais velho Randy no trompete, o trombonista Barry Rogers, o baterista Billy Cobham, Jeff Kent e Doug Lubahn. A duração do Dreams foi curta, durando apenas um ano, mas mesmo assim muito influente.
A maioria do trabalho inicial de Brecker é marcado por uma abordagem baseada tanto nas guitarras de rock  quanto por saxofones do R&B. Após Dreams, ele trabalhou com Horace Silver e com Billy Cobham mais uma vez antes de se unir novamente com seu irmão Randy para formar a banda Brecker Brothers. A banda seguiu as tendências jazz-rock da época, mas com muito mais atenção aos arranjos estruturados, uma pesada backbeat, e uma forte influência rock. A banda permaneceu junta de 1975 a 1982 com sucesso e musicalidade consistentes, embora Brecker não pudesse dedicar-se a fazer longas turnês com esta banda, pois isso atrapalharia sua carreira como músico de estúdio.
Ao mesmo tempo, Brecker deixava sua marca como solista em numerosas gravações pop e rock. Suas mais notáveis colaborações incluem aqueles com James Taylor, Paul Simon, Steely Dan, Lou Reed, Donald Fagen, Dire Straits, Joni Mitchell, Eric Clapton, Aerosmith, Frank Sinatra, Frank Zappa, Bruce Springsteen e Parliament-Funkadelic. Durante o início de 1980 ele foi também um membro da banda NBC's Saturday Night Live.

O músico apresentando-se em Hamburgo, 1981

Com grande demanda como sideman, Brecker também gravava ou tocava com as principais figuras do jazz na sua época, incluindo Herbie Hancock, Chick Corea, Chet Baker, George Benson, Quincy Jones, Charles Mingus, Jaco Pastorius, McCoy Tyner, Pat Metheny, Elvin Jones, Claus Ogerman e muitos outros.
Após a co-liderança do grupo de estrelas Steps Ahead com Mike Mainieri, Brecker finalmente gravou um álbum solo em 1987. Seu disco de debut ficou marcado como um retorno para uma configuração de jazz mais tradicional, destacando seu talento como compositor e apresentando o EWI (Electronic Wind Instrument ou Instrumento Eletrônico de Sopro), com que já tinha tocado no Steps Ahead. Ele continuou a gravar álbuns em toda a década de 1990 e 2000, ganhando vários Grammy Awards. Suas turnês solo ou em grupo ou mesmo em festivais apresentadas nas principais cidades do mundo geralmente tinham ingressos esgotados.
No que tange a equipamento sua configuração preferida consistia de um saxofone tenor da Selmer Company Mark VI e uma boquilha Dave Guardala altamente personalizada, também utilizava um saxofone Selmer Super Balanced Action.
Durante uma apresentação no Festival de Jazz do Monte Fuji (Mount Fuji Jazz Festival) em 2004, Brecker relatou uma forte dor nas costas. Pouco tempo depois, em 2005, ele foi diagnosticado com uma desordem sangüínea chamada síndrome mielodisplásica (MDS). Apesar de uma busca amplamente divulgada no mundo todo, Brecker foi incapaz de encontrar um doador de células estaminais compatível. No final de 2005 foi submetido a um transplante experimental com células estaminais parcialmente compatíveis. No final de 2006 ele estava se recuperando, mas o experimento provou não ser uma cura para ele. Brecker fez sua última performance em público no dia 23 de Junho de 2006, tocando ao lado de Herbie Hancock no Carnegie Hall.
Em 13 de janeiro de 2007, Michael Brecker morreu de complicações de leucemia na cidade de Nova York. Seu funeral foi realizado no dia 15 de janeiro de 2007 em Hastings-on-Hudson, Nova York.
Em 11 de fevereiro de 2007, Michael Brecker foi premiado postumamente com dois prêmios Grammy por sua participação no trabalho de seu irmão, o álbum Some Skunk Funk.
Em 22 de maio de 2007, sua última gravação, Pilgrimage, foi lançada recebendo uma boa resposta da crítica. Ela foi gravado em agosto de 2006, com Pat Metheny na guitarra, John Patitucci no baixo, Jack DeJohnette na bateria e Herbie Hancock e Brad Mehldau no piano. Brecker estava seriamente debilitado quando nas gravações, mesmo assim os outros músicos envolvidos elogiaram bastante o padrão de sua musicalidade. Brecker foi novamente nomeado postumamente e agraciado com mais dois Grammy Awards por este álbum nas categorias de Melhor Solo Instrumental e Melhor Álbum Instrumental de Jazz, Individuais ou de Grupo, elevando assim o seu total a 15 prêmios Grammy.

## Discografia
Como líder
- Cityscape with Claus Ogerman (Warner Bros., 1982)
- Michael Brecker (Impulse!, 1987)
- Don't Try This at Home (Impulse!, 1988)
- Now You See It...Now You Don't (GPR, 1990)
- Tales from the Hudson (Impulse!, 1996)
- Two Blocks from the Edge (Impulse!, 1998)
- Time Is of the Essence (Impulse!, 1999)
- Nearness of You: The Ballad Book (Verve, 2001)
- Directions in Music: Live at Massey Hall with Herbie Hancock, Roy Hargrove (Verve, 2002) - recorded 2001
- Wide Angles (Verve, 2003)
- Some Skunk Funk with Randy Brecker and others (Telarc, 2005) - recorded 2003
- Pilgrimage (Heads Up, 2007) - recorded 2006

Com Brecker Brothers
- The Brecker Bros. (Arista, 1975)
- Back to Back (Arista, 1976)
- Don't Stop the Music (Arista, 1977)
- Heavy Metal Be-Bop (Arista, 1978)
- Detente (Arista, 1980)
- Straphangin' (Arista, 1981)
- The Brecker Bros. Collection, Vol 1 (Novus, 1990)
- The Brecker Bros. Collection, Vol 2 (Novus, 1991)
- Return of the Brecker Brothers (GRP, 1992)
- Out of the Loop (GRP, 1994)

Com Steps
- Step by Step (Better Days, 1981)
- Smokin' in the Pit (Better Days, 1981)
- Paradox (Better Days, 1982)

Com Steps Ahead
- Steps Ahead (Elektra, 1984)
- Modern Times (Elektra, 1984)
- Live in Tokyo (NYC Records, 1986)
- Magnetic (Elektra, 1986)

Participações
- (Original Motion Picture Soundtrack) Wiz, The 1978 MCA 2-MCA6010
- (Original Motion Picture Soundtrack) Warriors, The 1979 A&M SP-3151
- (Original Motion Picture Soundtrack) Footloose 1984 Columbia JS39242
- (Original Motion Picture Soundtrack) 9 1/2 1986 Capitol CDP46722
- (Original Motion Picture Soundtrack) Bright Lights, Big City 1988 W.P. 25688-1
- (Original Motion Picture Soundtrack) Midnight in the Garden of Good and Evil
- (Original TV Soundtrack) A House Full of Love (Bill Cosby Show) 1986 Columbia CK 40270
- ACOM Cozmopolitan 1981 East World/EMI EWJ-80193
- Abercrombie, John Night 1984 ECM 8232122(ECM1272)
- Abercrombie, John Getting There 1988 ECM 8334942(ECM1321)
- Abercrombie, John Works (Compilation) 1988 ECM ECM 837 275-2
- Acogny, Georges Guitars on the Move 1983 String 33855
- Aerosmith Pandora's Box (Compilation)
- Aerosmith Get Your Wings 1974 Columbia PC32847
- Air - Air 1971 Embryo SD-733
- Akkerman, Jan 3 1979 Atlantic K50664
- Alessi All for a Reason 1978 A&M 4657
- Allison, Luther Motown Years 1972–1976 (Compilation)
- Allison, Luther Night Life 1979 Gordy G-974V1
- Ambrosetti, Franco Wings 1983 Enja 4068
- Ambrosetti, Franco Tentets 1985 Enja
- Ambrosetti, Franco Gin and Pentatonic (Compilation) 1992 Enja 4096 2
- Arista All Stars Blue Montreux 1978 Arista AB-4224
- Arista All Stars Blue Montreux II 1978 Arista AB-4245
- Arista All Stars Blue Montreux (CD Compilation) 1988 BMG 6573-2-RB
- Artful Doger Artful Doger 1977 Columbia 34846
- Ashford & Simpson Stay Free 1979 Warner Bros. HS3357
- Ashford & Simpson Solid 1984 Capitol ECS-81696
- Aurex Jazz Festival '80 Jazz of the 80's 1983 East World EWJ-80190
- Aurex Jazz Festival '80 Live Special (Compilation) 1983 East World EWJ-80253
- Austin, Patti End of a Rainbow 1976 CTI CTI-5001
- Austin, Patti Havana Candy 1977 CTI CTI-5006
- Austin, Patti Live at the Bottom Line 1979 CTI CTI-7086
- Austin, Patti Body Language 1980 CTI CTI-36503
- Austin, Patti Gettin' Away with Murder 1985 Qwest 25276-1
- Austin, Patti The Real Me 1988 Qwest 9 25696-2
- Average White Band Average White Band 1974 Atlantic SD-7308(19116-2)
- Average White Band Soul Searching 1976 Atlantic SD-18179
- Average White Band Benny & Us 1977 Atlantic 19105
- Average White Band Warmer Communications 1978 RCA 13053
- Average White Band Feel No Fret 1979 Atlantic 3063(UK)
- BFD BFD 1994 Canyon PCCY-00703
- Baby Grand Baby Grand 1978 Arista 4148
- Bad News Travels Fast Ordinary Man 1979 Casablanca NBLP-7181
- Bad News Travels Fast Look Out 1979 Casablanca NBLP-7138
- Bailey, Victor Bottom's Up 1989 Atlantic Jazz 7 81978-2
- Baker, Chet You Can't Go Home Again 1977 A&M/Horizon SP-726
- Baker, Chet The Best Thing for You 1977 A&M D22Y3920
- Basile, John John Basile 1995 Paddle Wheel KICJ-235
- Bazuka Bazuka 1975 A&M SP-3406 (3411)
- Beacco, Marc Scampi Fritti 1994 Verve 523 902-2
- Beacco, Marc Tomato Soup 1999 Polydor/Polygram 538 349-2
- Bear, Richard T Red Hot & Blue 1979 RCA 12927
- Beard, Jim Song of the Sun 1991 CTI R2 79478(847926-2)
- Beatle Jazz With a Little Help from My Fiends 2005 Lightyear 54685-2
- Beatnik Rebel Science Featuring Tony Verderosa 1993 CyberJam 7000122
- Beck, Joe Watch the Time 1977 Polydor (US)
- Beck, Joe Friends 1984 DMP CD-446
- Beirach, Richie Some Other Time – A Tribute to Chet Baker 1989 Triloka 180-2
- Belle, Regina Stay with Me 1989 Columbia CK44367
- Benson, George Pacific Fire 1975 CTI CTI-9010
- Benson, George Good King Bad 1975 CTI CTI-6062
- Benson, George Cast Your Fate to the Wind 1976 CTI CTI-8030
- Benson, George In Your Eyes 1983 Warner Bros. 9 23744-2
- Bernsen, Randy Mo' Wasabi 1986 Zebra ZEB-5857
- Black Heat Black Heat 1974 Atlantic SD 18128
- Black Light Orchestra This Time 1979 RCA KKL1-0326
- Blenzig, Charles Say What You Mean 1993 Big World BW2009
- Bliss, Peter Peter Bliss UA 728
- Blue Öyster Cult, Agents of Fortune 1976 Columbia PC34164
- Blue Suede Sneakers Blue Suede Sneakers
- Bluesiana Hot Sauce Bluesiana Hot Sauce 1994 Shanachie 5009
- Bofill, Angela Angie 1978 Arista GRP5000
- Bolin, Tommy From the Archives Vol. 1 1975 Rhino R2 72194
- Bolton, Michael Soul Provider 1989 Columbia UCOL 45012
- Bona, Richard Scenes from My Life 1999
- Bonfa, Luiz Manhattan Strut 1974 Paddle Wheel KICJ-294
- Bootsy's Rubber Band Ahh...The Name Is Bootsy, Baby! 1977 WP P-10329W
- Bootsy's Rubber Band Stretchin' Out In 1976 Warner Bros. K56200(UK)
- Botti, Chris First Wish 1995 Verve Forecast 314 527 141-2
- Brackeen, Joanne Tring-a-Ling 1977 Choice CHCJ-1023
- Bramblett, Randall That Other Mile Polydor PD6045
- Brecker, Randy Score 1968 Solid State SS-18051
- Brecker, Randy Toe to Toe 1989 MCA MCAD-6334
- Brecker, Randy & Elias, Eliane Amanda 1985 Passport Jazz PJ 88013
- Brickell, Edie Picture Perfect Morning 1994 Geffen GEFD-24715
- Brooklyn Dreams Sleepless Nights 1979 RCA 13071
- Brothers Johnson, The Blam!! 1979 A&M AMLH 64714
- Brown, Dean Here 2000 ESC/EFA 03673
- Brown, James I Got a Bag of My Own (Get on the Good) 1972 Polydor PD23004
- Brown, James Think/Something 1973 Polydor PD14177
- Brown, James Think (Alternate Take) 1973 Polydor PD14185
- Brown, James Slaughter's Big Rip-Off 1973 Polydor PD6015
- Brown, James Reality 1974 Polydor PD6039
- Brown, Peter Back to the Front 1983 RCA AFL1-4604
- Browne, Tom Browne Sugar 1979 Arista-GRP
- Brubeck, Darius Chaplin's Back Paramount PAS-6026
- Brubeck, Dave Young Lions & Old Tigers 1995 Telarc CD-83349
- Bronner, Till Midnight 1997 Button 9005
- Buchanan, Roy A Street Called Straight 1976 Atlantic SD 18170
- Buchanan, Roy Guitar on Fire – The Atlantic Sessions (Compilation) 1993 Rhino 71235-2
- Bullock, Hiram From All Sides 1986 Atlantic 7 81685-2
- Bullock, Hiram Give It What U Got 1987 Atlantic Jazz 7 81790-2
- Burton, Gary Times Like These 1988 GRP GRD-9569
- Butler, Jonathan Deliverance 1990 Jive 1329-2-J
- Butler, Jonathan Head to Head 1994 Mercury PHCR-1294
- Calderazzo, Joey In the Door 1991 Blue Note CDP 7 95138 2
- Calello Orchestra, The Charlie Calello Serenade 1979 Midsong MS1-010
- Cameo Word Up! 1986 Atlanta Artists 830 265-2 M-1
- Cameo Machismo 1988 Chocolate City CCLP-2011
- Cardona, Milton Cambucha (Carmen) 1999 AMCL 1028
- Carillo Street of Dreams 1979 Atlantic SD19235
- Carlton, Larry Friends 1983 Warner Bros. BSK 3635
- Carpenter, Karen Karen Carpenter 1996 A&M 31454-0588-2
- Carpenters, Lovelines 1996 A&M CD-3931
- Carter, Ron Anything Goes 1975 KUDU KU-25
- Casiopea Casiopea 1979 Alfa ALR 6017
- Cavaliere, Felix Destiny 1975 Bearsville K55505(6958)
- Chambers, Dennis Outbreak 2002 ESC/EFA 03682
- Cherry, Don Hear & Now 1976 Atlantic SD-18217
- Chesky Band, The David Rush Hour 1980 Columbia JC 36799
- Chic, Take It Off 1981 Atlantic SD19323
- Chindamo, Joe Reflected Journey 1997 A-Records AL 73120
- Bill Chinnock, Badlands 1978 Atlantic SD19191
- Ciccu, Bianca The Gusch 1989 JC 35336
- Cion, Sarah Jane Summer Night 2001 NAXOS 86071-2
- Circus Wonderful Music 1980 Alfa ALR 6036
- Clapton, Eric August 1986 Warner Bros. 25476-2
- Clayton-Thomas, David David Clayton 1978 ABC Word
- Clerc, Julien 1992
- Clinton, George and the P-Funk All Stars Plush Funk 1980 AEM 25671-2
- Coalkitchen Thirsty or Not..Choose Your Flavor Full Moon PE34827
- Cobham, Billy Crosswinds 1974 Atlantic SD 7300
- Cobham, Billy Total Eclipse 1974 Atlantic P-8539A
- Cobham, Billy Shabazz 1975 Atlantic P-10022A
- Cobham, Billy A Funky Thide of Sings 1975 Atlantic P-10079A
- Cobham, Billy Inner Conflicts 1978 Atlantic P-10530A
- Cole, Natalie Stardust 1996 ELECTR
- Colina, Michael Shadow of Urbano 1988 Private Music 2041-2-P
- Colina, Michael Rituals 1990 Private Music 2062-2-P
- Colombier, Michel Michel Colombier 1979 Chrysalis CHR 1212
- Copeland, Ruth Take Me to Baltimore 1976 RCA APL1-1236
- Copland, Marc Softly... 1998 Savoy/Denon S CY-18076
- Corea, Chick Three Quartets 1981 Warner Bros. BSK 3552
- Corgan, Billy Chicago University Great Hall 1996
- Coryell, Julian Without You 1996 TKCV-35001
- Coryell, Larry The Real Great Escape 1973 Vanguard 79329
- Coryell, Larry Difference 1978 Egg 900-558
- Coryell, Larry (Eleventh House), Aspects 1976 Arista AL 4077
- Costandinos, Alec R. Winds of Change 1979 Casablanca NBLT 7167
- Coster, Tom From the Street 1996 JVC JVC-2053-2
- Crack the Sky Crack the Sky 1975 Lifeson LS-6000
- Crack the Sky Crack Attic (The Best of Crack The Sky) (Compilation) 1997 Renaissance RMED 00182
- Crawford, Hank Tico Rico 1977 Kudu KU-35
- Crowbar Crowbar 1973 Epic 32746
- Cusson, Michael Wild Unit 2 1994 JMS JMS 074-2
- Dalto, Jorge Listen Up! 1978 Gala 139009-1
- Daltrey, Roger Parting Should Be Painless 1984 Warner Bros.
- Dealy Nightshade, The 1975 Phantom BPL1-0955
- Dee, Kiki Kiki Dee 1977 Rocket 2257
- Delano, Peter Peter Delano 1993 Verve 314 519 602-2
- Desmond Child and Rouge 1979 Capitol ST-11908
- Dibango, Manu Gone Clear 1980 Mango MLPS9539
- Dibango, Manu Ambassador 1981 Mango MLPS9658
- Dire Straits, Brothers in Arms 1985 Warner Bros. W2-25264
- DKO The Darren Kramer Organization, In the Now 2005 Rad Remark Music
- Doky Brothers Doky Brothers 1995 Blue Note 8369092
- Doky, Chris Minh Minh 1999 Video Arts VACM-1137
- Dolby's Cube, May the Cube Be With You (12", 2MIX) 1985 Parlophone 2R6100
- Dolby, Thomas Aliens Ate My Buick 1988 EMI-Manhattan CDP-7-48075-2
- Dreams Dreams 1970 Columbia C 3022592
- Dreams Imagine My Surprise 1971 Columbia C 30960
- Drews, J. D. J. D. Drews
- Dudziak, Urezula Sorrow Is Not Forever ... But Love Is 1983 Keystone KYT726
- Earland, Charles Coming to You Live 1980 Columbia JC36449
- Earland, Charles and Odyssey Revelation 1977 Mercury SRM-1-1149
- Eaton, William Struggle Buggy 1977 Marlin 2211
- Eigenberg, Julie Love Is Starting Now 1994 Geronimo PSCW-5075
- Eldar Eldar 2005 Sony Classical SK 92593
- Elias, Eliane So Far So Close 1989 Blue Note CDP 7 91411 2
- Elias, Eliane Eliane Elias Sings Jobim 1998 Blue Note CDP 7243 4 95050 2 5
- Erskine, Peter Peter Erskine 1982 Contemporary 14010
- Erskine, Peter Motion Poet 1988 Denon 32CY-2582
- Everything But The Girl, The Language of Life 1990 Cherry Red VPCK-85056
- Fabulous Rhinestones Free Wheelin' 1973 Just Sunshine JS9
- Faddis, Jon Good and Plenty 1978 Buddha/Versatile BDS5727
- Fagen, Donald, The Nightfly 1982 Warner Bros. 23696-1
- Fagner Fagner 1982 CBS 138250
- Fania All Stars Spanish Fever 1978 Columbia JC 35336
- Faro, Rachel Refugees
- Farrell, Joe La Catedral Y El Toro 1977 Warner Bros. P-10413W
- Ferber, Mordy Being There 2005 Half Note
- Finnerty, Barry New York City 1982 Victor VIJ-28020
- Finnerty, Barry Lights on Broadway 1984 Morning AM28-1
- Finnerty, Barry Space Age Blues (Compilation) 1998 Hot Wire EFA 12834-2
- Fisher, Bruce Red Hot 1977 Mercury SRMI-1158
- Flying Monkey Orchestra Back in the Pool 1993 Monkeyville MV 60101-2
- Flying Monkey Orchestra Mango Theory 1995 Monkeyville MV 60102-2
- Fogelberg, Dan The Innocent Aged 1981 FullMoon/Epic E2K 37393
- Fogelberg, Dan Exiles 1987 Full Moon/Epic OE 40271
- Fonda, Jane Prime Time Workout 1984 Elektra 60382-1
- Forman, Mitchel Train of Thought 1985 Magenta MD-0201
- Foster, Al Mixed Roots 1977 Laurie LES-6002
- Fotomaker Transfer Station 1979 Atlantic SD19246
- Foxy Hot Numbers 1979 T.K. Records TKR 83353
- Franklin, Aretha Aretha 1986 Arista ARCD 8556
- Franks, Michael The Art of Tea 1975 Warner Bros. MS2230
- Franks, Michael Sleeping Gypsy 1976 Warner Bros. P10306W
- Franks, Michael Objects of Desire 1982 Warner Bros. BSK 3648
- Franks, Michael Skin Dive 1985 Warner Bros. 9 25275-2
- Franks, Michael The Camera Never Lies 1987 Warner Bros. 32XD-734
- Franks, Michael Abandoned Garden 1995 Warner Bros. WPCR-400
- Franks, Michael Barefoot on the Beach 1999 Windham Hill 01934-11443-2
- Freeman, Michele Michele Freeman 1979 Polydor PD-1-6222
- Friesen, David Two for the Show 1993 ITM Pacific ITMP 970079
- Frisaura, Lorraine Be Happy for Me 1976 ATV PYE-12141
- Fruuchi, Toko Strength 1995 Sony SRCL 3306
- Fukamachi, Jun Jun Fukamachi Kitty MKY6003
- Fukamachi, Jun Spiral Steps 1976 Kitty MKF-1007
- Fukamachi, Jun Jun Fukamachi Live/Triangle Session 1977 Kitty MKF-1016
- Fukamachi, Jun On the Move 1978 Alfa ALR 6007
- Fukamachi, Jun Jun Fukamachi & N. Y. All Stars Live 1978 Alfa ALR 9002
- Funkadelic Electric Spanking of War Baby 1981 Warner Bros. BSK3482
- Gadd Gang, The Gadd Gang 1986 A Touch 2-8H-87
- Gaffney, Henry On Again Off Again 1978 Manhattan Island MR-LA861-H
- Gale, Eric Ginseng Woman 1977 Columbia PC 34421
- Galper, Hal Hal Galper Inner City
- Galper, Hal Wild Bird 1971 Mainstream MRL-354
- Galper, Hal The Guerilla Band 1973 Mainstream MRL 337
- Galper, Hal Reach Out! 1977 SteepleChase SCS-1067
- Galper, Hal Redux '78 1978 Concord Jazz CCD-4483
- Galper, Hal Speak with a Single Voice 1982 Enja Enja 4006
- Galper, Hal Quintet Children of the Night 1997 Double-Time DTRCD-125
- Garfunkel, Art Up 'Til Now (Compilation) Columbia
- Garfunkel, Art Fate for Breakfast 1979 CBS 35780
- Garfunkel, Art Scissors Cut 1981 CBS 37392
- Garfunkel, Art Lefty 1986 Columbia CK40942
- Garfunkel, Art Across America (Compilation) 1996 Hybrid HY20001
- Gatto, Roberto Notes 1988 Break Time BRJ-4067
- Gaynor, Gloria Experience 1975 MGM 2353119
- Geils (J Geils Band) Monkey Island 1977 Atlantic 19130
- Genoud, Moncef Aqua 2004 M&I MYCJ-30337
- Gibb, Andy After Dark 1980 RSO
- Gibb, Barry Now Voyager 1984 Polydor 25MM0385
- Gibbs, Mike & Burton, Gary The Public Interest 1973 Polydor 6503
- Gomez, Eddie Discovery 1985 Columbia CK 40548
- Gomez, Eddie Mezgo 1986 Epic Sony/A Touch 32.8H-65
- Gomez, Eddie Power Play 1988 Epic Sony/A Touch 32.8H-5004
- Gomez, Ray Volume 1980 Columbia JC 36243
- Googie And Tom Coppola Shine the Light of Love 1980 Columbia NJC36194
- Gray, Mark Boogie Hotel 1982 TDK T28P-1002
- Gray, Mark & Super Friends The Silencer 1984 East World EWJ-90032
- Green, Grant The Main Attraction 1976 Kudu KU-29
- Grimes, Carol Carol Grimes 1977 Decca SKLR5258
- Grolnick, Don Hearts and Numbers Hip Pocket HD106
- Grolnick, Don Weaver of Dreams 1990 Blue Note CDP 7 94591 2
- Grolnick, Don Medianoche 1995 Sweeca PCCY-00761
- Grolnick, Don The London Concert PEPCD008
- GRP All-Star Big Band All Blues GRP 98002
- Gross, Henry What's in a Name 1981 Capitol/EMI ST-12113
- Grusin, Dave West Side Story 1997 Encoded Music N2K-10021
- Haden, Charlie American Dreams Universal 064 096
- Hall, John John Hall 1978 Asylum 6E-117
- Hammer, Jan Drive 1994 Miramar MPCD2501
- Hancock, Herbie Magic Windows 1981 CBS FC37387
- Hancock, Herbie The Herbie Hancock Quartet Live 1994 Jazz Door 1270
- Hancock, Herbie The New Standard 1996 Verve 527 715-2
- Hancock, Herbie The New Standard Special Edition 1996 Verve POCJ-9091/2
- Hara, Kumiko No Smoking 1977 Kitty MKF1027
- Harris, Allen Oceans Between Us 1978 CBS 82844
- Hayashida, Kenji Marron 1995 Victor VICL-765
- Heirs To Jobim A Tribute to Antonio Carlos Jobim 1995 BV. BVCR-1422
- High Inergy, Hold On 1980 Gordy G8-996M1
- Hino, Terumasa Day Dream 1980 Flying Disk VIJ-28003
- Hino, Terumasa New York Times 1983 CS 35DH50
- Hinze, Chris Parcival 1976 Philips 6629006
- Hinze, Chris Senang 1996 Keytone KYT 794 CD
- Hinze, Chris Combination Bamboo Magic 1977 Atlantic SD 19185
- Holliday, Jennifer I'm on Your Side 1991 Arista 18578-2
- Holmes, Rupert Pursuit of Happiness 1980 MCA 3241
- Horne, Lena The Lady and Her Music – Live on Broadway 1981 Qwest 2QW3597
- Horny Horns, The Final Blow 1980 PV PCD-2767
- Hubbard, Freddie Windjammer 1976 Columbia PC-34166
- Hue and Cry Remote 1988 Circa VJD-32103
- Hue and Cry JazzNotJazz 1996 Linn akd 057
- Ide, Yasuaki Cool Blue 1995 Ki/oon Sony KSC2 120
- Imada, Masaru Carnival 1981 Trio/Full House PAP-25009
- Irvine, Weldon Sinbad 1976 RCA APL1-1363
- Ish Ish 1976 Clouds 8808
- Itoh, Kimiko A Touch of Love 1986 Epic Sony/A Touch 32.8H-66
- Itoh, Kimiko For Lovers Only 1987 Epic Sony/A Touch 32.8H-136
- Itoh, Kimiko Standards My Way 1993 VideoArts Music VACV-1008
- Itoh, Kimiko Sophisticated Lady 1995 VideoArts Music VACV-1021
- James, Bob Heads 1977 Columbia JC 34896
- James, Bob Lucky Seven 1979 Columbia 36056
- James, Bob The Genie 1983 Tappan Zee
- James, Bob Obsession 1986 Warner Bros. 9 25495-2
- James, Bob Grand Piano Canyon 1990 Warner Bros. 9 26256-2
- James, Bob Restless 1994 Warner Bros. 9 45536-2
- James, Mark Mark James
- James, Rick Come Get It! 1978 Gordy G7-981R1
- James, Rick Bustin' Out of L Seven 1979 Gordy G7-984R1
- James, Tommy Three Times in Love 1980 RVC RVP-6471
- Jarreau, Al Tenderness 1994 Reprise 9 45422-2
- Jeffreys, Garland Ghost Writer 1977 A&M SP-4629
- Jeffreys, Garland One-Eyed Jack 1978 A&M SP-4681
- Jeffreys, Garland Escape Artist 1980 Epic 36983
- Jeffreys, Garland Don't Call Me Buckwheat 1991 RCA PD 90588
- Joel, Billy 52nd Street 1978 Columbia FC 35609
- Joel, Billy An Innocent Man 1983 Columbia CK 38837
- Joel, Billy The Bridge 1986 Columbia CK 40402
- John, Elton Blue Moves 1976 MCA MCAD 6011
- Johnson, Michael Dialogue 1979 EMI America SW-17010
- Jonah Jonah 1974 20th Cent T-456
- Jones, Quincy Sounds...Stuff Like That!! 1978 A&M SP 4685
- Jospe Inner Rhythm, Robert Blue Blaze
- Kadomatsu, Toshiki Before the Daylight 1988 BV M32D-1001
- Karizma (Forever in the) Arms of Love 1989 SOHBI/Creatchy SFB-1001
- Kasai, Kimiko My One and Only Love 1986 CBS Sony 32DH-51
- Kasai, Kimiko My Favorite Songs No. 1 (Compilation) 1999 Sony SRCS-8991
- Kawasaki, Ryo Mirror of My Mind 1979 Open Sky 25AP-1021
- Kenia Initial Thrill Zebra
- Khan, Chaka Chaka 1978 Warner Bros. BSK 3245
- Khan, Chaka Naughty 1980 Warner Bros. BSK 3385
- Khan, Chaka What Cha' Gonna Do for Me 1981 Warner Bros. HS 3526
- Khan, Chaka Chaka Khan 1982 Warner Bros. 92.3729-1
- Khan, Chaka Destiny 1986 Warner Bros. 925425-1
- Khan, Steve Tightrope 1977 Tappan Zee 1977
- Khan, Steve The Blue Man 1978 Columbia JC 35539
- Khan, Steve Arrows 1979 Columbia JC 36129
- Khan, Steve Crossings 1994 Verve
- King, Carole City Streets 1989 Capitol C1-90885
- Kishino, Yoshiko Fairy Tale 1995 GRP MVCR-30001
- Kishino, Yoshiko Randezvous 1997 Universal Victor MVCJ-2901
- Kleeer Winners 1979 Atlantic SD19262
- Kleeer The Very Best of Kleer (Compilation) 1998 Rhino R2 75218
- Klugh, Earl Life Stores 1986 Warner Bros. 9 25478-2
- Knight, Gladys & The Pips Midnight Train to Georgia 1973
- Knight, Gladys & The Pips About Love 1980 Columbia JC38367
- Knight, Holly Holly Knight 1989 Columbia FC44243
- Knopfler, Mark Local Hero (Original Sound Track) 1983 Vertigo 811 038-2
- Kubota, Toshinobu Neptune 1992 Sony SRCL2429
- Kühn, Joachim Nightline New York 1981 Inak 869
- Kühn, Joachim Survivor 2005 ASOJ QSCA-1028
- Kühn, Rolf Inside Out 1999 Int 3276
- Larsen, Neil Jungle Fever 1978 A&M/Horizon SP-733
- Larsen, Neil High Gear 1979 A&M/Horizon SP-738
- Larsen, Neil Through Any Window 1987 MCA MCAD-42018
- Last, James Band Seduction 1980 Polydor MP-2625
- Lateef, Yusef Temple Garden 1979 CTI
- Lawrence, Mike Nightwind 1988 Optimism 3104
- Laws, Hubert The Chicago Theme 1974 CTI CTI-6058
- Lebous, Martee The Lady Wants to Be a Star Image IM-301
- Ledford, Mark Miles 2 Go 1998 Verve Forecast POCJ-1402
- Lee, Will Bird House 2002 SKP 9026
- Lee, John & Brown, Garry Still Can't Say Enough 1976 Blue Note 701
- Leer, Thijs van Nice to Have Met You 1978 CBS 86059
- Lennon, John Mind Games 1973 Apple 3414
- Lennon, John Absolutely Elsewhere 1998 Vigotone VT-156-B
- Lennon, Julian Valotte 1984 Atlantic A1-80184
- Leonhart, Jay & Friends Live at Fat Tuesday's 1993 DRG DRG 8439
- Lewis, Mel Mel Lewis and Friends 1977 A&M/Horizon SP-716
- Lieberman, Lori Letting Go 1978 Millennium MNLP8005
- Lippert, Jan Hard Company Imprints 1999 Storyville STCD4228
- Little Feat Representing the Mambo 1990 Warner Bros. 9 26163-2
- Little River Band Too Late to Load EMI Australia CDP791693
- Lloyd, Ian Goose Bumps 1979 Scotti Brothers 7104
- Loeb, Chuck Life Colors 1990 dmp CD-475
- Loeb, Chuck The Music Inside 1996 Shanachie 5022
- Loggins, Kenny Keep the Fire 1979 CBS 36172
- Longmire, Wilbert Champagne 1979 Tappan Zee JC 35754
- Lynn, Cheryl In Love 1979 CBS 83829
- McCord, Kat Baby Come Out Tonight 1979 Mercury 9124 383
- MacDonald, Ralph The Path 1978 Marlin 2210
- MacDonald, Ralph Counter Point 1979 Marlin 2229
- MacDonald, Ralph Just the Two of Us 1996 Video Arts VACM-1116
- Mack, Jimmy On the Corner 1979 Atlantic BT 76014
- Mahogany, Kevin My Romance 1998 Warner Bros. 9 47025-2
- Mainieri, Mike Love Play 1977 Arista
- Mainieri, Mike Wanderlust 1981 Warner Bros. BSK 3586
- Manchester, Melissa Emergency 1983 Arista AL8-8094
- Mandoki, Leslie People in Room No. 8 Polydor 537 213-2
- Mandoki, Leslie People 1993 BMG 74321 182402
- Mandoki, Leslie The Jazz Cuts 1997 Polymedia 537 267-2
- Manhattan Transfer Anthology: Down in Birdland (Compilation) 1992 Rhino R2 71053
- Manhattan Transfer The Manhattan Transfer 1975 Atlantic SD-18133
- Manhattan Transfer Coming Out 1976 Atlantic SD-18183
- Mann, Herbie Yellow Fever 1979 Atlantic SD 19252
- Mann, Herbie Mellow 1981 Atlantic SD16046
- Marcovitz, Diana Joie De Vivre! 1976 Kama Sutra KSBS2614
- Mardin, Arif Journey 1974 Atlantic SD1661
- Marsh, Hugh The Bear Walks 1986 VeraBra No.11
- Mason, Robert Star Drive Elektra EKS 75058E
- Master Mind Prelude RCA IC-30807
- Masuda, Mikio Going Away 1979 Electric Bird SKS 8011
- Masuo, Yoshiaki Song is You and Me 1980 Electric Bird KICJ-2004
- Matthews, David Shoogie Wanna Boogie 1976 KUDU 30
- Matthews, David Digital Love 1980 Electric Bird SKS 8010
- Matthews, David Grand Cross 1981 Electric Bird K22P 6068
- Matthews, David Super Funky Sax 1984 GNPS 2169
- Mauriat, Paul Overseas Call 1978 Mercury SRM-1-3746
- Mayall, John Bottom Line 1979 DJM 23
- McCoo, Marilyn & Billy Davis Jr. Marilyn & Billy 1978 Columbia JC35603
- McGriff, Jimmy Red Beans 1976 Groove Merchant GM-3324
- McLaughlin, John The Promise 1995 Verve 529 828-2
- Melanie Phonogenic 1978 Midsong 3033
- Mendoza Project, The Mardin Jazz Pana 1993 Zero XRCN-1034
- Mendoza, Vince Vince Mendoza 1989 Fun House 32GD-7022
- Mendoza, Vince Epiphany 1997 ZebraAcoustic ZA 44407-2
- Mercuty, Eric Gimme a Call Sometime 1981 Capitol ST-12166
- Pat Metheny, 80/81 1980 ECM ECM 1180
- Midler, Bette Songs for the New Depression 1976 Atlantic SD18155
- Midler, Bette Thighs and Whispers 1979 Atlantic SD16004
- Miles, Jason World Tour 1994 Lipstick LIP8921
- Miles, Jason Mr. X 1996 Lightyear 54170-2
- Miles, Jason Miles to Miles 2005 Narada Jazz 072435-60601-2-8
- Mingus, Charles Me, Myself An Eye 1978 Atlantic SD-8803
- Mingus, Charles Something Like a Bird 1980 Atlantic SD-8805
- Mintzer, Bob Papa Lips 1984 CBS Sony 28AP-2881
- Mintzer, Bob Twin Tenors 1994 Novus (BMG Victor) BVCJ-605
- Mintzer, Bob Big Band Incredible Journey 1985 DMP CD-451
- Mitchell, Joni, Shadows and Light 1980 Asylum BB-704
- Miyake, Jun Especially Sexy 1984 TDK T28P-1005
- Moffett, Charnett Net Man 1987 Blue Note CJ32-5001
- Monheit, Jane Come Dream with Me 2002 Columbia 509477 2
- Morris, Russel Russel Morris 1975 RCA APLI-1073B
- Mouzon, Alphonse Morning Sun 1981 Pausa 7107
- Mouzon, Alphonse Distant Lover 1982 Highrise HR100AE
- Move To Groove The Best of 1970's Jazz-Funk 1972 Verve
- Muhammad, Idris House of the Rising Sun 1976 KUDU KU-27
- Muhammad, Idris Turn This Mutha Out 1977 KUDU KU-34
- Muldaur, Jenni Jenni Muldaur 1993 Warner Bros. 26862-2
- Mulligan, Gerry Little Big Horn 1983 GRP GRD-9503
- Murata, Yoich Solid Brass What's Bop? 1997 JVC VIC J-227
- Murphy, Elliott Night Lights 1976 RCA APLI-1318
- Murphy, Mark Stolen & Other Moments (Compilation) 1997 32Jazz 32036
- Murphy, Mark Bridging a Gap 1973 Muse MR5009
- Murphy, Mark Mark Murphy Sings 1975 Muse MR5078
- Nakagawa, Eijiro Peace 1998 Paddle Wheel (King) KICJ 333
- Nakamura, Teruo Super Friends 1985 East World EWJ-90039
- National Lampoon National Lampoon 1975 PE 33956
- Nelson, Willie Across the Borderline 1993 Columbia CK 52752
- New Sounds in Brass New Sounds Special II 1998 EMI TOCZ-9317
- New Yorkers I Believe in Love (7") 1980 WP P-634W
- Nguini, Vincent Symphony-Bantu 1994 Mesa R2 79067
- Nightingale, Maxine Lead Me On 1979 Windsong BXL1-3404
- Nils Landgren Funk Unit Paint It Blue 1996 Act 9243-2
- Niteflyte Niteflyte 1979 Ariola America
- Nock, Mike In Out and Around 1978 Timeless SJP119
- Nogitish, Uganda Forgotten Love Is Dead 1979 Columbia 33331
- Noguchi, Goro GORO in New York 1977 Taurus TACX-2448
- Norby, Cecilie My Corner of the Sky 1996 EMI-Blue Note 8534222
- Nyro, Laura Smile 1976 Columbia 33912
- Nyro, Laura Walk the Dog & Light the Light 1993 Columbia
- O'Connor, Mark On the Mark 1989 W.B. 925
- Odyssey Odyssey 1977 RCA APL1-2204
- Odyssey I Got the Melody 1981 RCA AFL1-3910
- Ogerman, Claus Gate of Dreams 1976 Warner Bros. 3006-2
- Ogerman, Claus Featuring Michael Brecker GRP 9632
- Ohnuki, Taeko Copine 1985 MIL-1004
- Ono, Lisa Essencia 1997 EMI TOCT-9999
- Ono, Yoko Walking on Thin Ice (Compilation)
- Ono, Yoko Ono Box
- Ono, Yoko Feeling the Space 1973 Apple EW3412
- Ono, Yoko A Story 1974 Rykodisc VACK-5376
- Ono, Yoko Seasons of Glass 1981 Geffen 2004
- Orleans Still the One (Compilation)
- Orleans Waking & Dreaming 1976 Asylum 7E-1070
- Osmond, Donny Donny Osmond 1988 Virgin CDV2469
- Osmond, Donny Eyes Don't Lie 1990 TE. TOCP-6442
- Pacific Gas & Electric Starring Charie Allen 1973 Dunhil 157
- Pages Pages 1978 Epic PE 35459
- Pages Future Street 1979 Epic PE 36209
- Palmer, Robert Double Fun 1978 Island ILPS9476(UK)
- Palmieri, Eddie Listen Here 2005 Concord CCD-2276-2
- Pao, Eugene Outlet 1990 Wea 9031-72853-2
- Pao, Eugene By the Company You Keep 1996 Somethin' Else 5577
- Pao, Eugene Naked Time FPP 200403
- Parliament Mothership Connection 1976 Casablanca 7022
- Parliament Clones of Dr. Frunkenstein 1976 Casablanca 7034
- Parliament Trombipulation 1980 Casablanca NBLP7249
- Paris, Mica If You Could Love Me 2004 Wounded Bird WOU 5000
- Pasqua, Alan Milagro 1994 SoundHills SSCD 8058
- Pasqua, Alan Delications 1995 Postcards 1212
- Pastorius, Jaco Jaco Pastorius 1975 Epic PE 33949
- Pastorius, Jaco Word of Mouth 1981 Warner Bros. BSK 3535
- Pastorius, Jaco The Birthday Concert 1995 Warner Bros. 9362-45290-2
- Patitucci, John John Patitucci 1988 GRP GRD-9560
- Patitucci, John On the Corner 1989 GRP GRD-9583
- Patitucci, John Sketchbook 1990 GRP GRD-9617
- Patitucci, John Another World 1993 GRP GRD-9725
- Patitucci, John One More Angel 1997 Concord CCD-4753-2
- Patitucci, John Now 1998 Concord CCD-4806-2
- Pavlov's Dog The Sound of the Bell 1976 CBS 33694
- Phillips, Esther What a Diff'rence a Day Makes 1975 Kudu KU-23
- Phillips, Esther Performance 1975 Kudu 18
- Phillips, Esther For All We Know 1976 Kudu 28(UK)
- Phillips, Esther Capricon Princess 1977 Kudu 31(UK)
- Players Association Born to Dance 1978 Vanguard VSD79398
- Players Association Turn the Music Up 1979 Vanguard VSD79421
- Pommer, Georg Coast to Coast 1995 Button 9001
- Pope, Odean Locked & Loaded 2006 Half Note 4526
- Prairie Madness Prairie Madness 1971 Columbia 31003
- Pratt, Andy Shiver in the Night 1977 Nemperor NE443
- Purdie, Bernard Soul to Jazz 1996 ACT 9242-2
- Purim, Flora Everyday Everynight 1978 Milestone M9084
- Pussez! Leave That Boy Alone! 1980 Vanguard VSD79433
- Rainbow featuring Will Boulware Crystal Green 1978 East Wind EW-8501
- Rainbow, Will Boulware Over Crystal Green 2002 FFO 0015
- Ramblerny School 66 (Summer Big Band Camp) 1966
- Rangell, Nelson Members Only 1987 Muse MCD 5332
- Rankin, Kenny Here in My Heart 1997 Private Music 0100582148-2
- Rare Silk New Weave 1983 Polydor(E) 810 028-2
- Lou Reed, Between Thought and Expression
- Lou Reed, Berlin 1973 RCA 10207
- Lou Reed, New Sensations Word RCA AFL1-4998
- Reedus, Tony & Urban Relations People Get Ready 1998 Sweet Basil TECW-25733
- Reynolds, L.J. L. J. Reynolds 1991 Bellmark 77003
- Rezza, Vito Drums of Avila 2004 Alma ACD14302
- Rhodes, Rick Indian Summer 1995 Geronimo PSCW-5319
- Rhodes, Rick Deep in the Night 1998 Award 80001
- Riel, Alex Unriel 1997 Stunt STUCD19707
- Ritchie Family Bad Reputation 1979 Casablanca
- Rivera, Scarlet Scarlet Fever 1978 Warner Bros. BSK 3174
- Roony, Wallace Village 1997 Warner Bros.
- Ross, Diana Red Hot Rhythm and Blues 1987 RCA 6388-1-R
- Ross, Diana The Boss 1979 Motown STML12118(UK)
- Ross, Diana Why Do Fools Fall in Love 1981 Capitol 26733(UK)
- Ross, Diana Swept Away 1984 RCA AFL1-5009
- Rubalcaba, Gonzalo Inner Voyage 1999 Blue Note
- Rundgren, Todd Something/Anything? 1972 Warner Bros. 2BX 2066
- Rundgren, Todd A Wizard, A True Star 1973 Bearsville 2133
- Rundgren, Todd Todd 1974 Bearsville 6952
- Saint & Stephanie Saint & Stephanie
- Salvatore, Sergio Tune Up 1994 GRP GRD-9846
- Salvatore, Sergio Point of Presence 1997 N2K Encoded Music N2K-10018
- Sanborn, David Inside 1999 Elektra 7559-62346-2
- Sanborn, David Taking Off 1975 Warner Brother BS 2873
- Sanborn, David Heart to Heart 1978 Warner Brother BSK 3189
- Sanborn, David Straight to the Heart 1984 Warner Brother 9 25150 2
- Sanborn, David A Change of Heart 1987 Warner Brother W1-25479
- Sandke, Randy New York Stories 1986Stash ST-264
- Sandke, Randy The Sandke Brothers (Compilation) 1993 Stash CD-575
- Sandke, Randy Chase 1995 Concord CCD-4642
- Sandoval, Arturo Swingin 1996
- Sandoval, Arturo Hot House 1998 N2K 10023
- Santamaria, Mongo Red Hot 1979 Tappan Zee
- Satten, Steve Whatcha Gonna Do for Me? 1975 Columbia PC33478
- Saxophone Summit Gathering of Spirits Telarc CD-83607
- Schlitz, Don Dreamers Matinee 1980
- Sebesky, Don The Rape of El Morro 1975 CTI CTI-6061
- Section 72 Section 72 Warner Bros. BS2661
- Seifert, Zbigniew Zbigniew Seifert Capitol 11618
- Sidran, Ben Freen in America 1976 Arista AL4081
- Sidran, Ben Live at Montreux 1978 Arista AB4218 92
- Sidran, Ben The Cat and the Hat 1979 A&M/Horizon LJ741
- Siegel, Janis The Tender Trap 1999 MONA-1021
- Silver, Horace The Best of Horace Silver Volume Two 1972 Blue Note CDP 7 93206 2
- Silver, Horace In Pursuit of the 27th Man 1972 Blue Note LA054-F
- Silver, Horace The Hardbop Grandpop 1996 Impulse! IMPD-192
- Silver, Horace A Prescription of the Blues 1997 Impulse! IMPD-238
- Simon & Garfunkel Old Friends 1993 Print 001/002
- Simon, Carly Coming Around Again 1987 Arista A32D-11
- Simon, Carly Carly Simon's Romulus Hunt 1993 Angel CDQ 54915 2
- Simon, Carly Hotcakes 1974 Elektra 75049
- Simon, Carly Boys in the Trees 1978 Elektra
- Simon, Carly Spy 1979 Elektra 5E506
- Simon, Carly Torch 1981 Warner Brother 3592
- Simon, Carly Hello Big Man 1983 Warner Brother 23866-1
- Simon, Carly Greatest Hits Live 1988 Arista A32D-58
- Simon, Carly My Romance 1990 Arista ARCD-8582
- Simon, Carly Have You Seen Me Lately? 1990 Arista ARCD-8650
- Simon, Harris New York Connection 1978 Jimco Music EWCD 701
- Simon, Harris Swish 1980 Jimco Music EWCD 710
- Simon, John Out on the Street 1992 Pioneer LDC PICP-1001
- Simon, Paul Still Crazy After All These Years 1975 CBS 33540
- Simon, Paul The Rhythm of the Saints 1990 Warner Bros. 9 26098-2
- Simon, Paul Paul Simon's Concert in the Park 1991 Warner Bros. 26737-2
- Simon, Paul Live USA 1991 imm 40.90149
- Simon, Paul Paul Simon 1992 Pluto PLR CD9229
- Simone Seducao 1988 CBS 231157
- Sinatra, Frank L. A. Is My Lady 1984 Qwest/WarnerBrothers 25145-1
- Sivertsen, Kenneth Remembering North 1994 NYC NYC 6007-2
- SIXUN Lunatic Taxi 1995 Verve 528 785-2
- SMAP 006 SEXY SIX 1994 Victor VICL 540
- SMAP 007 Gold Singer 1995 Victor VICL 671
- SMAP 008 Tacomax 1996 Victor VICL 745
- SMAP 009 1996 Victor VICL-800
- SMAP WOOL (Compilation) 1997 JVC VICL-40212/3
- Smappies Rhythmsticks 1996 Victor VICP8165
- Smappies Smappies II 1999 JVC VICP60719
- Smith, Michael W Big Picture 1985 Reunion 66166-2
- Snow, Phoebe Against the Grain 1978
- Snow, Phoebe Never Letting Go 1977
- SOS All Stars, The New York Rendezvous 1987 CMG 8001
- Spinners Love Trippin 1980 Atlantic SD19270
- Spinozza, David Spinozza 1977 A&M SP-4677
- Springsteen, Bruce Born to Run 1975 CBS 33795
- Spyro Gyra Morning Dance 1979 MCA MCAD 37148
- Spyro Gyra Carnaval 1980 MCA MCA-5149
- Spyro Gyra Freetime 1981 MCA MCA-5238
- Stardrive Intergalactic Trot 1973 Elektra EK75058
- Stark & McBrian Big Star
- Starr, Ringo Ringo's Rotogravure 1975 Atlantic SD 18193
- Starr, Ringo Ringo the Fourth 1977 Polydor ATCO19108
- Staton, Candi Young Hearts Run Free
- Staton, Candi Candi Staton 1980 W.B. BSK3428
- Staton, Candi Chance 1979 W.B. BSK3333
- Steely Dan Gold (Compilation) 1982 MCA MCF3145
- Steely Dan, Gaucho 1980 MCA MCAD 37220
- Stern, Mike Time in Place 1988 Atlantic Jazz 7 81840-2
- Stern, Mike Jigsaw 1989 Atlantic Jazz 7 82027-2
- Stern, Mike Is What It Is 1994 Atlantic Jazz 82571-2
- Stern, Mike Give and Take 1997 Atlantic 7567-83036-2
- Stern, Mike Voices 2001 Atlantic 7567-83483-2
- Stones, Time & Elements A Humanist Requiem 1994 DIGITAL NPD 85573
- Stone Alliance Heads Up 1980 PM K-149
- Sunshine Sunshine 1977 Roulette SR3018
- Super Nova Brazilian Jazz - The Music and Lyrics of Claudia Villela 1998 Jazzhead JH 9504
- Superfriends Taste of Superfriends 1992
- Syms, Sylvia She Loves to Hear the Music 1978 A&M SP-4696
- T-Square and Friends Miss You in New York 1995 Sony SRCL-3330
- Takahashi, Mariko Couplet 1994 Victor VICL-558
- Taylor, James One Man Dog 1972 Warner Bros. 2660
- Taylor, James Walking Man 1974 Warner Bros. B523794
- Taylor, James In the Pocket 1976 Warner Bros. 2912
- Taylor, James That's Why I'm Here 1985 Columbia CK 40052
- Taylor, James Never Die Young 1988 Columbia CK 40851
- Taylor, James New Moon Shine 1991 Columbia CK 46038
- Taylor, James Hourglass 1997 Columbia CK 67912
- Taylor, Kate Kate Taylor 1978 Columbia PC35089
- Tee, Richard Strokin'  1978 Tappan Zee JC 35695
- Terrason, Jacky What It Is 1998 Blue Note 7243 4 98756 2 3
- Third World Serious Business 1989 MME. PHCR-4742
- Third World Reggae Ambassadors: 20th Anniversary (Compilation)
- Thomas, B. J. Longhorn & London Bridges 1974 Paramount 1020
- Thomas, Joe Feelin's from Within 1976 Groove Merchant GM-3315
- Thursday Diva Follow Me 1995 Dmp CD-509
- Tolvan Big Band Colours
- Tomlinson, Malcom Coming Outta Nowhere
- Tornader Hit It Again 1977 Polydor PL1 6098
- Tramaine The Search Is Over 1986 A&M 395110-1
- Tropea, John Tropea 1976 Marlin 2200
- Tropea, John Short Trip to Space 1977 T. K. 14061
- Tropea, John To Touch You Again 1978 Marlin 2222
- Turner Tina Love Explosion 1978 Ariola 206543
- Two Siberians Out of Nowhere 2005 Heads Up HUCD 3096
- Tyler, Bonnie Secret Dreams And Forbidden Fire 1986 Columbia OC 40312
- Tyner, McCoy Trio Featuring Michael Brecker Infinity 1995 Impluse! IMPD-17
- UZEB Fast Emotion 1982 Cream CR 0 22-2
- Urbanator Urbanator 1994 Hip Bop HIBD8001
- Vallie, Frankie Lady Put the Light Out 1977 PrivateStock PS7002
- Vandross, Luther Forever, For Always, For Love 1982 Epic FE38235
- Vannoni, Ornella Ornella E... 1986 CGD 21219
- Various Artists It Happened in ... Pescara 1969–1989 Philology W100/101
- Various Artists The Atlantic Family Live in Montreux 1978 Atlantic SD2-3000
- Various Artists Montreux Jazz Festival – 25th Anniversary 1981 Warner WE888
- Various Artists Brastilava Jazz Days 1987 Opus (Cz) OE5549
- Various Artists A Homeless Children's Medical Benefit Concert 1987 Yellow Cat YC 013/14
- Various Artists Jazz Pizazz 1991 Novus/Bluebird/RCA RDJ 61083-2
- Various Artists The Fabulous Pescara Jam Sessions 1970–1975 1991 Philology W96-2
- Various Artists Two Rooms – Celebrating the Songs of Elton John & Bernie Taupin 1991 Polydor 845 750-2
- Various Artists Casino Lights – Live at Montreux (CD Only) 1993 Warner Bros. 23718-2
- Various Artists It's a Jazz Thing 1993 EVA 74321181512
- Various Artists Pazz and Jops 1994 1994 GRP MVCR-164
- Various Artists Jazz to the World 1995 Blue Note CDP 7243 8 32127 2 9
- Various Artists For Our Children Too 1996 Kid Rhino R2 72494
- Various Artists Who Loves You – A Tribute to Jaco Pastorius 1998 JVC VICJ-60185
- Vazquez, Papo At the Point V. One 1999 Cubop CBCD015
- Vick, Harold - After the Dance 1977 WOLF 1202
- Vollenweider, Andreas Kryptos 1997 Sony Classical
- Voudouris, Roger Radio Dream 1979 W.B. BSK3290
- Walden, Narada Michael Awakening 1979 Atlantic SD19222
- Walden, Chris Orchestra Ticino 1996 ACT 9229-2
- Waldman, Randy Wigged Out
- Watanabe, Kazumi To Chi Ka 1980 Better Days YX-7265ND
- Watanabe, Kazumi MOBO (DISK 1/2) 1983 Trio/Domo AW-20006/7
- Watanabe, Kazumi Mobo (Complete Original) 1986 Domo H60P-20121
- Watanabe, Kazumi Mobo Splash 1985 Domo H33P-20050
- Watanabe, Misato Spirits 1996 EPIC/Sony ESCB1742
- Watanabe, Sadao Morning Island 1979 Flying Disk VIJ-6018
- Watts, Jeff "Tain" Bar Talk Columbia 508157 2
- Weckl, Dave Master Plan 1990 GRP GRD-9619
- Wendroff, Michael Michael Wendroff 1973 Buddha BDS5130
- Wesley, Fred & The Horny Horns A Blow for Me, A Toot to You 1977 Atlantic SD-18214
- Kenny Wheeler, Double, Double You 1983 ECM ECM 1262
- White Elephant White Elephant 1972 Just Sunshine JSS-3000
- White, Lenny Present Tense 1996 Hip Bop HIBD 8004
- White, Lenny Renderers of Spirit 1996 Omagatoki
- White, Michael Project 3 Take That 1997 Pony Canyon PCCY-01155
- Whitlock, Amber The Colours of Life 2005 Sketchin
- Whitlock, Rob Sketchin'  2005 Sketchin
- Whitlock, Rob Sketchin' 2 2006 Sketchin
- Wild Cherry Electrified Funk 1977
- Wild Cherry I Love My Music 1978 Epic 35011
- Wilkins, Jack You Can't Live Without It 1976 Chiaroscuro CR 185
- Wilkins, Jack Merge (Compilation) 1992 Chiaroscuro CR 156
- Wilkins, Jack Reunion 2001 Chiaroscuro
- Williams, Patrick New York Band 10th Avenue 1987 Soundwings SWD-2103
- Williams, Tony The Joy of Flying 1979 CBS JC35705
- Williams, Tony Wilderness 1996 ARK21 72438 54571 2 8
- Winkel, de Torsten Mastertouch 1989 Optimism OP CD-321
- Winter, Johnny John Dawson Winter III 1974 Blue Sky 33292
- Writers, The All in Fun 1979 Columbia JL 35768
- XL Jukola 1998 Pohjola PELPCD 10
- Yonekura, Toshinori Cool Jamz 1995 Pioneer LDC (Japan)
- Yoshida, Minako Light 'n Up 1982 Alfa ALR28040
- Yoshida, Miwa Beauty and Harmony 1995 Epic/Sony ESCB1710
- Frank Zappa, Zappa in New York 1976 Warner Bros. 2D 2290
- Zappa, Frank Läther 1976 Rykodisc RCD10574/76
- Zappa, Frank Leatherette/1977 1977 Four Aces FAR008
- Frank Zappa You Can't Do That on Stage Anymore, Vol. 6 1992 Ryokodisc RCD10571/72
- Zonjic, Alexander Romance With You 1988 Optimism OP CD3207